# El Borge
El Borge est une commune de la province de Malaga dans la communauté autonome d'Andalousie en Espagne.

## Démographie
| 1991  | 1996  | 2001  | 2004 | 2005 |
| ----- | ----- | ----- | ---- | ---- |
| 1 066 | 1 046 | 1 005 | 966  | 988  |

## Culture
L'essayiste Elvira Roca Barea est née dans cette localité.